# Stelletta bocki
Stelletta bocki är en svampdjursart som beskrevs av Rao 1941. Stelletta bocki ingår i släktet Stelletta och familjen Ancorinidae.
Artens utbredningsområde är havet utanför Indien. Inga underarter finns listade i Catalogue of Life.